# NGC 5860
NGC 5860 est une paire de galaxies lenticulaires située dans la constellation du Bouvier. Sa vitesse par rapport au fond diffus cosmologique est de 5 509 ± 18 km/s, ce qui correspond à une distance de Hubble de 81,3 ± 5,7 Mpc (∼265 millions d'al). NGC 5860 a été découverte par l'astronome britannique John Herschel en 1828.
NGC 5860 est une galaxie à sursaut de formation d'étoiles.
Wolfgang Steinicke traite NGC 5860 comme une seule entité contenant deux galaxies en contact. Les caractéristiques qu'il indique valent pour l'ensemble. On peut trouver sur la base de données NASA/IPAC les deux galaxies. Sur cette base de données PGC 93127 est aussi désignée comme NGC 5860 NED02. La distance de Hubble de PGC 93127 est égale à 82,06 ± 5,75 Mpc (∼268 millions d'al). Cette paire de galaxies est peut-être en contact et donc fort probablement en interaction gravitationnelle.

## Groupe de NGC 5739
Selon Abraham Mahtessian, NGC 5860 fait partie du groupe de NGC 5739, la galaxie la plus brillante de ce groupe.  Les six autres galaxies du groupe sont NGC 5598, NGC 5603, NGC 5696, NGC 5739, NGC 5784 et NGC 5787.
À ces six galaxies, il faut ajouter la galaxie PGC 51372, car elle forme un couple de galaxies avec NGC 5603.